# Alverton
Alverton – osada w Anglii, w hrabstwie Nottinghamshire, w dystrykcie Newark and Sherwood. Leży 22 km na wschód od miasta Nottingham i 170 km na północ od Londynu.